# ABA liga 2018./19.
ABA liga za sezonu 2018./19. je osamnaesto izdanje Jadranske košarkaške lige, koje se igra na području srednje i jugoistočne Europe. Sudjelovalo je 12 klubova iz 5 država, a pobjednik lige je po četvrti put postala "Crvena zvezda mts" iz Beograda.  

## Sustav
Dvanaest klubova u osnovnom dijelu igra dvokružnu ligu (22 kola). Po završetku ligaškog dijela četiri najbolje momčadi se plasiraju u doigravanje. U poluzavršnici doigravanja napreduje momčad koja prije ostvari dvije pobjede (best-of-three), dok u završnici doigravanja prvak ABA lige postaje momčad koja prije ostvari tri pobjede (best-of-five). 

## Sudionici
- Igokea - Aleksandrovac - Laktaši
- Budućnost VOLI - Podgorica
- Mornar - Bar
- Cedevita - Zagreb
- Cibona - Zagreb
- Zadar - Zadar
- Krka - Novo Mesto
- Petrol Olimpija - Ljubljana
- Crvena zvezda mts - Beograd
- FMP - Beograd
- Mega Bemax - Beograd - Srijemska Mitrovica  ↓1
- Partizan NIS - Beograd

↑1  Mega Bemax domaće utakmice igra u Srijemskoj Mitrovici, dok je klub registriran u Beogradu

## Ligaški dio

### Ljestvica
| mj  | klub                | ut | pob | por | koš+ | koš- | bod |                           |
| --- | ------------------- | -- | --- | --- | ---- | ---- | --- | ------------------------- |
| 1.  | Crvena zvezda mts   | 22 | 21  | 1   | 1875 | 1517 | 43  | doigravanje               |
| 2.  | Cedevita ↓CO        | 22 | 16  | 6   | 1924 | 1769 | 38  | doigravanje               |
| 3.  | Budućnost VOLI      | 22 | 16  | 6   | 1783 | 1636 | 38  | doigravanje               |
| 4.  | Partizan NIS        | 22 | 14  | 8   | 1779 | 1663 | 36  | doigravanje               |
| 5.  | Mega Bemax          | 22 | 10  | 12  | 1802 | 1880 | 32  |                           |
| 6.  | FMP Beograd         | 22 | 10  | 12  | 1736 | 1786 | 32  |                           |
| 7.  | Cibona              | 22 | 9   | 13  | 1744 | 1810 | 31  |                           |
| 8.  | Igokea              | 22 | 8   | 14  | 1798 | 1869 | 30  |                           |
| 9.  | Mornar              | 22 | 8   | 14  | 1780 | 1907 | 30  |                           |
| 10. | Krka                | 22 | 7   | 15  | 1587 | 1776 | 29  |                           |
| 11. | Zadar               | 22 | 7   | 15  | 1803 | 1900 | 29  | kvalifikacije za ABA ligu |
| 12. | Petrol Olimpija ↓CO | 22 | 6   | 16  | 1685 | 1783 | 28  | Druga ABA liga            |

Napomene: 

↑CO  - na ljeto 2019. je došlo do spajanja "Cedevite" i "Petrol Olimpije" u novi klub - "Cedevitu Olimpiju" sa sjedištem u Ljubljani

## Doigravanje
Poluzavršnica se igra kao best of three serija (pobjednik momčad koja prije ostvari dvije pobjede), a završnica se igra kao best-of-five serija (pobjednik momčad koja prije ostvari tri pobjede). 

     - domaća utakmica za klub1 

     - gostujuća utakmica za klub1

| klub1             | pob-por       | klub2          | ut.1          | ut.2          | ut.3          | ut.4          | ut.5          |
| poluzavršnica     | poluzavršnica | poluzavršnica  | poluzavršnica | poluzavršnica | poluzavršnica | poluzavršnica | poluzavršnica |
| ----------------- | ------------- | -------------- | ------------- | ------------- | ------------- | ------------- | ------------- |
| Crvena zvezda mts | 2-1           | Partizan NIS   | 106:101 (p)   | 67:70         | 84:63         |               |               |
| Cedevita          | 1-2           | Budućnost VOLI | 90:83         | 72:87         | 73:78         |               |               |
|                   |               |                |               |               |               |               |               |
| završnica         |               |                |               |               |               |               |               |
| Crvena zvezda mts | 3:2           | Budućnost VOLI | 91:72         | 107:69        | 72:80         | 80:84         | 97:54         |

## Kvalifikacije za ABA ligu
Sudjeluju 11.-plasirani klub iz ABA lige i doprvak Druge ABA lige. Igra se na dvije pobjede, a pobjednik postaje članom ABA lige za sezonu 2019./20., a poraženi član Druge ABA lige. Igra se u travnju 2019. godine. 

     - domaća utakmica za klub1 

     - gostujuća utakmica za klub1

| klub1 | pob-por | klub2                         | ut.1  | ut.2  | ut.3  |
| ----- | ------- | ----------------------------- | ----- | ----- | ----- |
| Zadar | 2-1     | MZT Skopje Aerodrom (Skoplje) | 86:89 | 78:77 | 86:75 |

 Izvori: 

"Zadar" ostao član ABA lige.

## Vanjske poveznice
- službene stranice
- ABA liga, eurobasket.com